# Shiho Kikuchi
Shiho Kikuchi (jap. 菊池 志穂 Kikuchi Shiho; ur. 6 maja 1972) – japońska seiyū związana z firmą Remax.

## Wybrane role głosowe

### Anime
- 1996: Martian Successor Nadesico – Hikaru Amano
- 2000: Vandread – Amarone Slantheav
- 2000: InuYasha – Momiji
- 2000: Ghost Stories – Datsueba
- 2001: Beyblade – Hiromi Tachibana (Hilary Tachibana)
- 2001: Mazinkaiser – Roll
- 2002: Full Metal Panic! – Maya Mukai
- 2003: Stratos 4 – Ayamo Nakamura

### Gry
- 1994: Tokimeki Memorial – Miharu Tatebayashi
- 1995: Tekken 2 –
  - Jun Kazama,
  - Kunimitsu
- 1997: Ayakashi Ninden Kunoichiban – Kaede Hagakure
- 1999: Tekken Tag Tournament –
  - Jun Kazama,
  - Kunimitsu